# Leon Wiatr
Leon Wiatr (ur. 24 grudnia 1896 roku w Stróżach; zm. w Rzeszowie) – podoficer kawalerii Wojska Polskiego.

## Życiorys
Syn pracownika kolei. Od czerwca 1912 roku w drużynach strzeleckich na stanowisku komendanta plutonu. W I pierwszej wojnie światowej walczył w Legionach Polskich początkowo w 2 pułku piechoty, a  po przeszkoleniu na kursie karabinów maszynowych, w 3 pp. Pod koniec wojny internowany w Huszt jako żołnierz Polskiego Korpusu Posiłkowego. Następnie wcielony do armii austriackiej i w składzie c.k. 30 pułku piechoty walczył w  na froncie włoskim. Po odzyskaniu niepodległości wstąpił ochotniczo do 18 pułku piechoty w stopniu plutonowego. W 1920 roku awansowany na sierżanta i w tym samym roku mianowany podoficerem zawodowym. 6 grudnia 1923 roku przeniesiony do 20 pułku ułanów im. Króla Jana III Sobieskiego w Rzeszowie. Z jednostką tą związany do końca służby. W 1931 roku odznaczony został Krzyżem Niepodległości za „znaczne zasługi na polu pracy niepodległościowej, biorąc czynny udział przed wojną światową w organizacji strzeleckiej, a w czasie wojny, walcząc w szeregach Legionów Polskich. Odznaczał się pilnością i sumiennością w wykonywaniu najtrudniejszych zadań, częstokroć nawet z narażeniem życia. Przez swe wysokie zrozumienie obowiązków wobec Ojczyzny, przyczynił się w znacznym stopniu do wywalczenia niepodległości”. W 1935 roku awansowany na starszego wachmistrza.

## Odznaczenia
- Krzyż Niepodległości[2]
- Krzyż Walecznych[3]
- Medal Pamiątkowy za Wojnę 1918–1921
- Medal Dziesięciolecia Odzyskanej Niepodległości
- Medal za Długoletnią Służbę